# Maretz
Maretz är en kommun i departementet Nord i regionen Hauts-de-France i norra Frankrike. Kommunen ligger i kantonen Clary som tillhör arrondissementet Cambrai. År 2022 hade Maretz 1 403 invånare.

## Befolkningsutveckling
Antalet invånare i kommunen Maretz
| Referens: INSEE |